# Universidad Lynn
La Universidad Lynn es una universidad privada con sede en Boca Ratón, Florida. Fundada en 1962, la institución otorga títulos de asociado, pregrado, maestría y doctorado.

## Historia
La escuela abrió por primera vez en 1962 con el nombre de Colegio Marymount, una institución para mujeres fundada por la Congregación Religiosa del Sagrado Corazón de María (RSHM). Debido a las dificultades financieras, la institución intentó vender los libros de su biblioteca. Donald E. Ross visitó el campus para realizar la compra, pero decidió quedarse y ayudar en su recuperación. En 1971 comenzó un período de transición y la escuela se puso bajo el control de un consejo laico. En ese momento, Ross fue nombrado presidente. Tres años después su nombre fue cambiado a College of Boca Raton. En 1986 alcanzó el Nivel II y en 1988 fue acreditado en el Nivel III. En 1991 cambió su denominación a Universidad Lynn para honrar a sus benefactores, la familia Lynn.
El 1 de julio de 2006 Ross se retiró después de 35 años como presidente de la universidad. Su hijo Kevin lo sucedió en el cargo. El 22 de octubre de 2012, la universidad fue sede del tercer y último debate presidencial entre Barack Obama y Mitt Romney en relación con la política exterior estadounidense.